# Raziskovalna skupnost Slovenije
Raziskovalna skupnost Slovenije (krajše RSS) je bila ustanovljena 23. julija 1970 z Zakonom o raziskovalni dejavnosti (Uradni list SRS, št. 23/1970). Bila je samostojna pravna oseba. Leta 1989 je prenehala z delom.
RSS je s svojimi strokovnimi telesi dajala Upravnemu odboru Sklada Borisa Kidriča temelj za izvajanje sprejete slovenske raziskovalne politika, na katerega so bile oprte finančne odločitve.
Težišče dejavnost RSS je bilo na usmerjanju razvoja ter na organizaciji in koordinaciji slovenske raziskovalne dejavnosti, Sklad Borisa Kidriča pa je to politiko uresničuje s financiranjem raziskovalnih programov, projektov in nalog ter s kreditiranjem opreme in razvojnih raziskav. Odločanje o financiranju je bilo preneseno na širok krog raziskovalcev, ki so v sekcijah presojali znanstveno, strokovno in družbeno vrednost predlogov. Upoštevano je bilo načelo javnosti v panelnih razpravah pri potrjevanju raziskovalnih programov in v objavljanju vseh podatkov. V ta namen je lata 1971 začel izhajati informativni bilten Raziskovalec, v katerem so bile redno objavljane informacije in novosti iz dejavnosti slovenske znanosti in slovenskih znanstvenih ustanov. V času delovanja se je dejavnost RSS razširila na razvijanje vzporednih dejavnosti kot so informatika, znanstveni tisk ter mednarodno sodelovanje.
Marca 1975 je bila ustanovljena nova Raziskovalno skupnost Slovenije in s tem je bil končan prehod iz obdobja, ko je za razvoj znanosti skrbela le država (oziroma republika), v čas, ko je bila za vse odgovornost na neposredno zainteresiranih delavcih, ki so bili združeni v samoupravne interesne skupnosti.